# Stanisław Broszkowski
Stanisław Broszkowski, herbu Brochwicz (ur. 19 kwietnia 1777, zm. 13 lutego 1827 w Kaliszu) – żołnierz Legionów Polskich we Włoszech, oficer Legii Nadwiślańskiej, uczestnik kampanii hiszpańskiej w latach 1808–1810 i wojny z Rosją w 1812 roku, odznaczony orderem Virtuti Militari.

## Pochodzenie
Urodzony w Warszawie albo w Krakowie. Z wykształcenia był matematykiem, znał język francuski i niemiecki. 

## Służba wojskowa

### Legiony Polskie
Od 1794 w Korpusie Artylerii Koronnej, w stopniu podoficera. Po upadku Rzeczypospolitej (1795) służył w Legionach Polskich utworzonych w 1798 przez generała Jana Henryka Dąbrowskiego i walczących we Włoszech u boku wojsk rewolucyjnej Francji. W listopadzie 1798 Broszkowski rozpoczął służbę w stopniu furiera, w lutym 1801 otrzymał awans na swój pierwszy stopień oficerski, podporucznika artylerii in spe 3. półbrygady Legii Włoskiej. Walczył pod Weroną i Mantuą. Po rozformowaniu Legionów, w 1803 przeszedł do 1 regimentu piechoty zależnej od Francji Republiki włoskiej (od 1805 Królestwo Włoch), walcząc pod Castelfranco (1805) i w Kalabrii (1806).

### W Legii Polsko-Włoskiej i w Legii Nadwiślańskiej
Gdy w wyniku zwycięstwa Napoleona nad Królestwem Prus (1806–1807) polscy mieszkańcy zaboru pruskiego mieli odzyskać własną państwowość, cesarz postanowił sprowadzić z Włoch dawnych legionistów Dąbrowskiego. Większość z nich, w tej liczbie również Broszkowski, znalazła się w szeregach Legii Polsko-Włoskiej (Legion Polacco-Italianne), jednostki wojskowej nie wchodzącej jednakże w skład armii nowo powstałego Księstwa Warszawskiego (1807), lecz przyjętej na żołd francuski. W lipcu 1807 Broszkowski, oficer Legii Polsko-Włoskiej, otrzymał awans na kapitana.

### W Hiszpanii
Wkrótce żołnierze Legii wstąpili w szeregi Legii Nadwiślańskiej (Legion de la Vistule), utworzonej w marcu 1808. Broszkowski został dowódcą 3 kompanii fizylierów 2 batalionu 1. Pułku (Regimentu) Legii Nadwiślańskiej. Jednostka Broszkowskiego (oraz 2. i 3. Pułki Piechoty LN) została skierowana w 1808 do Hiszpanii, uczestnicząc w oblężeniu Saragossy. W latach 1809–1812 wszystkie wymienione trzy pułki Legii zajmowały się pacyfikowaniem ludności hiszpańskiej, która podburzona przez katolicki kler i zachowawczo nastawioną szlachtę powstała zbrojnie przeciwko władzy nowego króla, Józefa Bonaparte, brata Napoleona. W 1811 oddziały 1. Pułku walczyły w zwycięskiej bitwie pod Sagunto, a zimą 1811/1812 wraz z pozostałymi pułkami Legii zdobywały Walencję. W uznaniu swych wojennych zasług, w listopadzie 1810 roku Broszkowski otrzymał Krzyż Kawalerski orderu Virtuti Militari.

### Wojna z Rosją
Na początku 1812 Legia Nadwiślańska została wycofana z Hiszpanii, by poczynić przygotowania przed spodziewaną wojną z Rosją. Broszkowski wraz ze swym oddziałem wchodzącym, podobnie jak cała Legia, w skład Gwardii Cesarskiej, przeszedł cały szlak kampanii rosyjskiej. W lipcu 1812 został szefem 2 batalionu 1 pułku. Walczył m.in. pod Smoleńskiem, Borodino, Krasnem, a w szczególności podczas przeprawy przez Berezynę, kiedy to 1 i 2. pułki Legii odznaczyły się w walce, a sam Broszkowski został ranny. Po powrocie z Rosji, w 1813 znalazł się w Sedanie, w tamtejszym wojskowym zakładzie leczniczym.

### Po upadku Napoleona
Po ostatecznej klęsce Napoleona (1815) wrócił do kraju, do znajdującego się pod rosyjską kontrolą Królestwa Polskiego i w stopniu majora został oficerem 6. Kompanii Korpusu Weteranów (w województwie lubelskim).
Stanisław Broszkowski zmarł 13 lutego 1827 w Kaliszu, w stolicy ówczesnego województwa, choć dokładna data jego przybycia do miasta nie jest znana. Murowany nagrobek znajduje się na tamtejszym cmentarzu miejskim i jest jednym z najstarszych na tej nekropolii. Na jego cokole stoi wysoki obelisk w kształcie piramidy (remontowany w 1877) i ma ponoć symbolikę masońską. Zachowana do dziś oryginalna kamienna tablica nagrobna jest najstarsza na tym cmentarzu.

## Rodzina
Syn Andrzeja. Bratem Stanisława był Andrzej Broszkowski (ur. ok. 1774), który karierę wojskową również rozpoczął w Legionach gen. Dąbrowskiego; na początku 1799 pełnił obowiązki adiutanta podoficera batalionu artylerii, tam też otrzymał stopień podporucznika, w 1801 lub 1803 został porucznikiem artylerii, w okresie Księstwa Warszawskiego był kapitanem korpusu inżynierów (saperów) Legii Kaliskiej, zwolniony z czynnej służby w 1809, w 1812 został szefem Biura Inżynierów, w czasie wojny z Rosją w 1812 był szefem szwadronu i adiutantem księcia Józefa Poniatowskiego, gdzie dostał się do niewoli rosyjskiej. Za udział w kampanii rosyjskiej otrzymał order Legii Honorowej. Według Uruskiego Andrzej Broszkowski zmarł w niewoli w 1813. Według Pachońskiego zaginął podczas odwrotu z Rosji i prawdopodobnie zmarł w tymże 1813, a w 1816 został on formalnie skreślony z ewidencji wojskowej.
Uruski w swoim Herbarzu podaje, że synem Stanisława Broszkowkiego był Bazyli, który ze swoim synem Mikołajem w 1845 został wylegitymowany i wpisany do ksiąg szlachty guberni wołyńskiej Cesarstwa Rosyjskiego. Jednakże daty urodzin dzieci Bazylego (Mikołaj ur. 1792, Wojciech ur. 1795 oraz Jakub ur. 1796) wykluczają taką filiację.

## Awanse
- furier (1798),
- podporucznik (1801),
- kapitan (1807),
- major (przed 1817).